# Sonnborner Kreuz
Das Sonnborner Kreuz (früher: Autobahnkreuz Wuppertal-Sonnborn) ist die Kreuzung der Autobahnen 46 und 535 im Wuppertaler Ortsteil Sonnborn. Es ermöglicht den Anschluss an die parallel zur A 46 führende Bundesstraße 228 und an die autobahnähnlich ausgebauten Kraftfahrstraßen L 74 Richtung Solingen/Remscheid und L 418 Richtung Wuppertal-Cronenberg und -Ronsdorf. Auch die Anschlussstelle 31 der A 46 mit direktem Anschluss an die L 418 fällt in den Bereich des Kreuzes. Zur Zeit seiner Eröffnung galt es als das größte innerstädtische Autobahnkreuz Europas.

## Geschichte

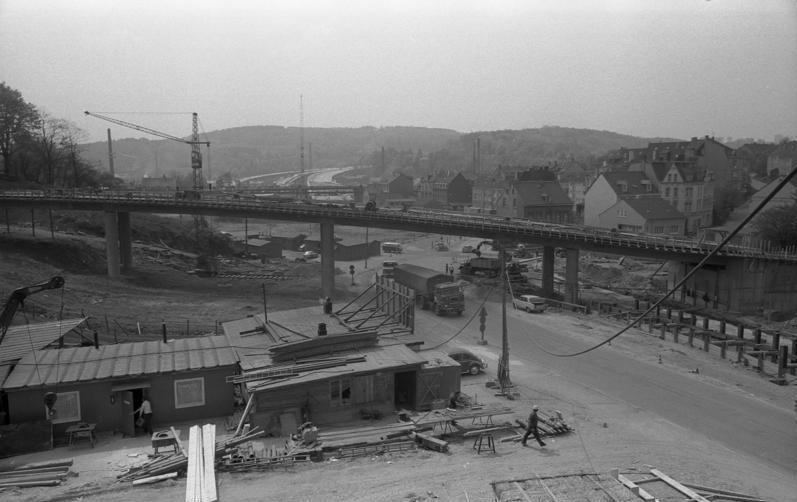
Das Sonnborner Kreuz im Bau: Blickrichtung Süden, Trasse durch Sonnborn

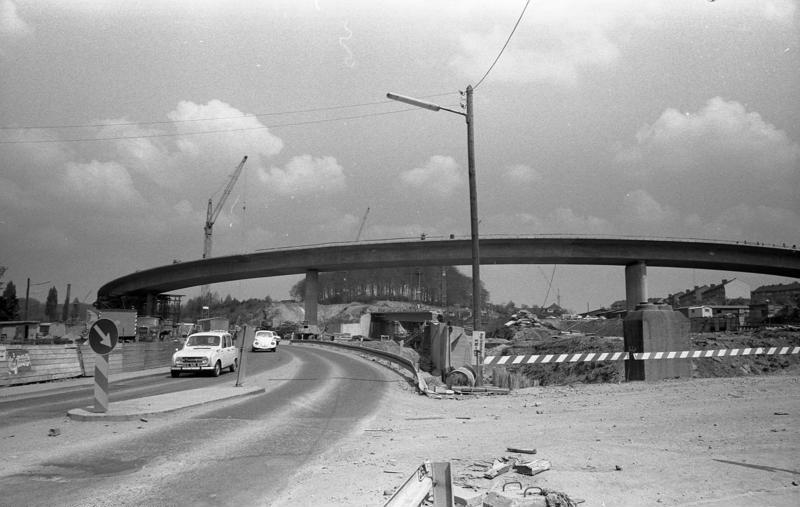
Das Sonnborner Kreuz im Bau: Blickrichtung Norden

In den 1950er Jahren gingen die Planungen für die Bundesstraße 326 in die konkrete Phase. Die B 326 sollte die Verlängerung der Autobahn Düsseldorf–Hilden in östlicher Richtung werden. Die Bundesstraße wurde noch während der Planungsphase zu einer Autobahn, der Bundesautobahn 201, umgewidmet, die in den 1970er Jahren durch die bundesweit neue Nummerierung der Autobahnen in A 46 umbenannt wurde.
Zwischen Wuppertal-Vohwinkel und Wuppertal-Sonnborn wurde ein Autobahnkreuz benötigt, das die A 201 mit der B 224 und der Landesstraße 74 verband. Aufgrund des extrem flachen Kreuzungswinkels, der vorgesehenen örtlichen Anschlussstellen und der schwierigen Topographie musste ein sehr aufwändiges Kreuzungsbauwerk mit vielen Brücken und Auffahrten geplant werden, das in der Fachwelt auf großes Interesse stieß.
Die Lage in einem dichtbesiedelten Stadtteil sowie der Lauf des Flusses Wupper im Nahbereich und die ebenfalls kreuzende viergleisige Eisenbahnstrecke Düsseldorf-Elberfeld mit 400 Zugfahrten täglich machten sehr umfangreiche Planungen notwendig. Ebenfalls musste die Wuppertaler Schwebebahn berücksichtigt werden, die parallel zur Bahnstrecke auch kreuzen musste, und auch der innerstädtische Verkehr in Form der Bundesstraße 228 durfte nicht unterbrochen werden.
Zum Bau waren folgende Maßnahmen notwendig:
- Abriss der Wohnbebauung auf der Trasse
- Verlegen der städtischen Versorgungsleitungen
- Absenken der Wupper auf 1950 Meter Länge um 1,25 Meter
- Heben der Schwebebahn auf einer Länge von 485 m um bis zu zwei Meter
- Verlegen der B 228 auf eine Ebene oberhalb der Bundesautobahn 46
- Erstellen eines Brückenbauwerks für die Bahnstrecke mit einer Länge von 128 m
- Verlegen weiterer örtlicher Straßen

Die Wuppertaler Stadtwerke als Betreiber der Schwebebahn gestatteten für die Anhebung des Traggerüsts nur einen Zeitraum von 16 Tagen, der auch eingehalten wurde. Die Bundesbahn erlaubte dagegen keinerlei Unterbrechung des Schienenverkehrs, sodass beim Brückenbau nach und nach jedes einzelne Gleis verlegt werden musste.
Der Bau begann 1968, die Eröffnung erfolgte am 16. Mai 1974. Die Baukosten betrugen ca. 150 Millionen DM, was rund die Hälfte der gesamten Baukosten für die A 46 in Wuppertal ausmachte. Insgesamt wurde auf einer Baufläche von 24 Hektar rund eine Million Kubikmeter Erde bewegt.

## Folgen für den Stadtteil

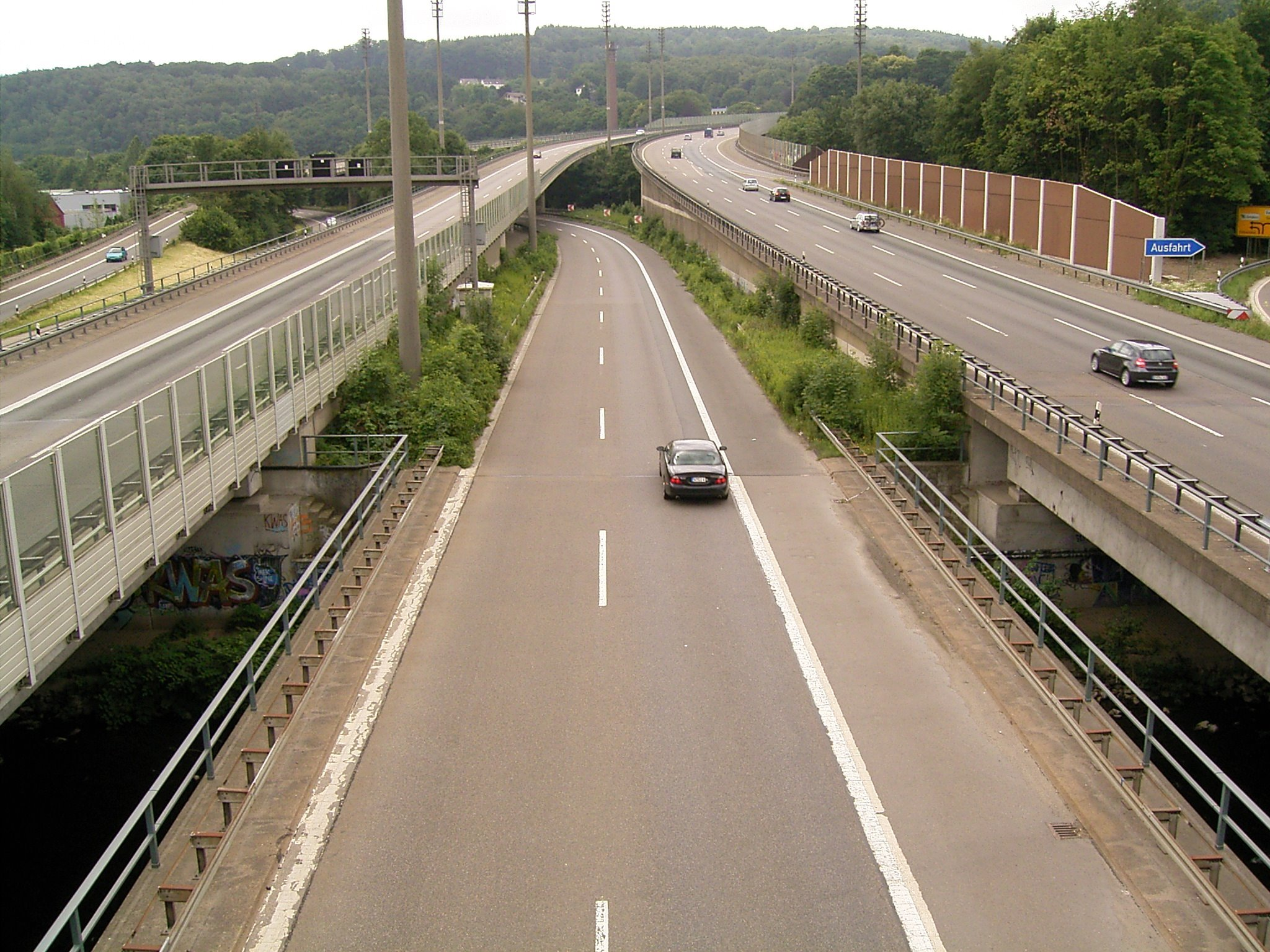
Blick über einen Teil des Sonnborner Kreuzes in Richtung Süden

Für den Bau des wichtigen Verkehrsknotens musste der halbe Stadtteil Sonnborn abgerissen werden. Der Bau des Kreuzes führte mit einem Abriss zahlreicher Gebäude – darunter der katholischen Kirche Sankt Remigius aus dem 19. Jahrhundert – zu einer völligen Veränderung des Ortskernes Sonnborns, das durch die ebenerdige Fahrbahn in zwei Teile zerschnitten wurde. Insgesamt wurden 65 Gebäude mit 576 Wohnungen abgerissen, 2000 Bewohner umgesiedelt. Die bisherige Hauptverkehrsachse Sonnborns, die Sonnborner Straße, wurde zur Sackgasse, da der Durchgangsverkehr über die am Wupperufer neu gebaute B 228 verlegt wurde.
Der Ortsteil war sehr stark vom Verkehrslärm der Autobahn betroffen. Eine Lärmschutzwand wurde erst im Jahr 2008 errichtet.

## Besonderheiten

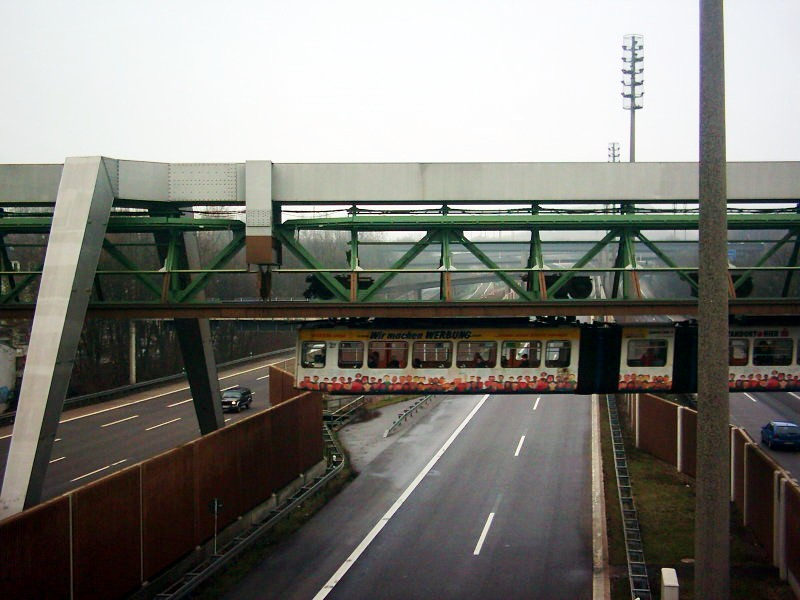
Schwebebahn über dem Sonnborner Kreuz.

### Beleuchtung
Als eines von ganz wenigen Autobahnkreuzen in Deutschland war das Sonnborner Kreuz bei seiner Eröffnung 1974 mit Beleuchtungsanlagen versehen. Dazu waren insgesamt 52 Betonmasten mit Höhen von 30 bis 54 Metern errichtet worden, die insgesamt 656 Natriumdampf-Strahler trugen und damit ein Beleuchtungsniveau von 25 Lux auf den Fahrbahnen ermöglichten. Dadurch wurden neben den Fahrbahnen des Kreuzes auch die umliegenden Straßen beleuchtet.
Es stellte sich jedoch schon früh heraus, dass die Anlage überdimensioniert war, weshalb schon ein halbes Jahr später, im November 1974, die Hälfte der Strahler abgeschaltet wurde, um Lichtemissionen zu verringern und Kosten zu sparen. Ab 1982 verzichtete man auf die Ausleuchtung der südlichen Teile des Kreuzes. Am 30. September 2010 wurde die Anlage zunächst probeweise, im Juli 2011 dann endgültig abgeschaltet. Die Stadt Wuppertal spart somit rund 60 000 Euro Kosten pro Jahr für die Beleuchtung.
Aufgrund des hohen Wartungsaufwandes war nach Abschaltung der gesamten Anlage seitens Straßen.NRW ein Rückbau der Betonmasten vorgesehen. Der erste der Masten wurde am 23. Juli 2016 abgebaut, um die Machbarkeit der geplanten Demontage der Lichtmasten zu testen. Dazu musste die Anschlussstelle Sonnborn zur A 46 kurzzeitig gesperrt werden. Die Entfernung sämtlicher Masten erfolgte vom 21. Januar bis zum 23. Januar 2017.

### Integrierte Anschlussstelle
Das Kreuz ist nicht vollständig höhenfrei. Der Verkehr zwischen der autobahnähnlich ausgebauten L 74 aus Richtung Remscheid/Solingen und der A 46 in Fahrtrichtung Düsseldorf und Gegenrichtung muss die Autobahn an der Anschlussstelle 31 verlassen und die Ampelanlagen der B 228 benutzen.

### Bezeichnung
Das Kreuz wurde bis 1995 als Autobahnkreuz Wuppertal-Sonnborn bezeichnet. Die Bezeichnung „Autobahnkreuz“ war trotz häufig gegenteiliger Ansicht in der Bevölkerung gerechtfertigt, da hier von Anfang an nach Norden die A 535 von der A 46 abging. Die A 535 hatte allerdings zunächst nur eine Länge von 1,8 Kilometer, endete bei Saurenhaus und war nicht gesondert als eigenständige Autobahn ausgeschildert, sodass auch Anwohnern der Status dieses Teilstücks als eigenständige kurze Autobahn oft nicht bewusst war. Erst 1990 wurde durch den Bau des Tunnels Großer Busch die Anbindung an die B 224 realisiert, dennoch fand weiterhin bis in das Jahr 2007 hinein die A 535 vor dem Tunnel offiziell ihr Ende, obwohl sich die Straße als autobahnähnlich ausgebaute B 224 übergangslos fortsetzte. Im September 2007 wurde die B 224 auf gesamter Länge bis Velbert als A 535 umgewidmet.
Südlich des Autobahnkreuzes setzt sich die A 535 als autobahnähnlich ausgebaute Landesstraße 74 Richtung Solingen/Remscheid fort.